# Flora van Beaulieu
De heilige Flora van Beaulieu (ca.1300-1347) was zuster en ziekenverzorgster van de johannieters in Hôpital-Beaulieu. 
Er wordt over haar verteld dat de duivel haar letterlijk niet kon luchten: als zij ten tonele verscheen moest hij wel vluchten. Waarschijnlijk is dit verhaal ontstaan door de associatie met welriekende bloemen waarvoor de zwavelstank van de satan zou moeten wijken. Zij is de patrones van Franse meisjes die naar bloemen zijn genoemd: Anne-Aymone, Dalie, Eglantine, Hortense, Iris, Jasmine, Myrthille, Pâquerette, Pervenche, Violaine of Violette, bijvoorbeeld. Op deze manier werd voor deze meisjes het gebrek aan een heilige patroon opgelost.
Haar feestdag valt op 5 oktober.